# Franz Friedrich Röhling

Buchtitel Rheinreise

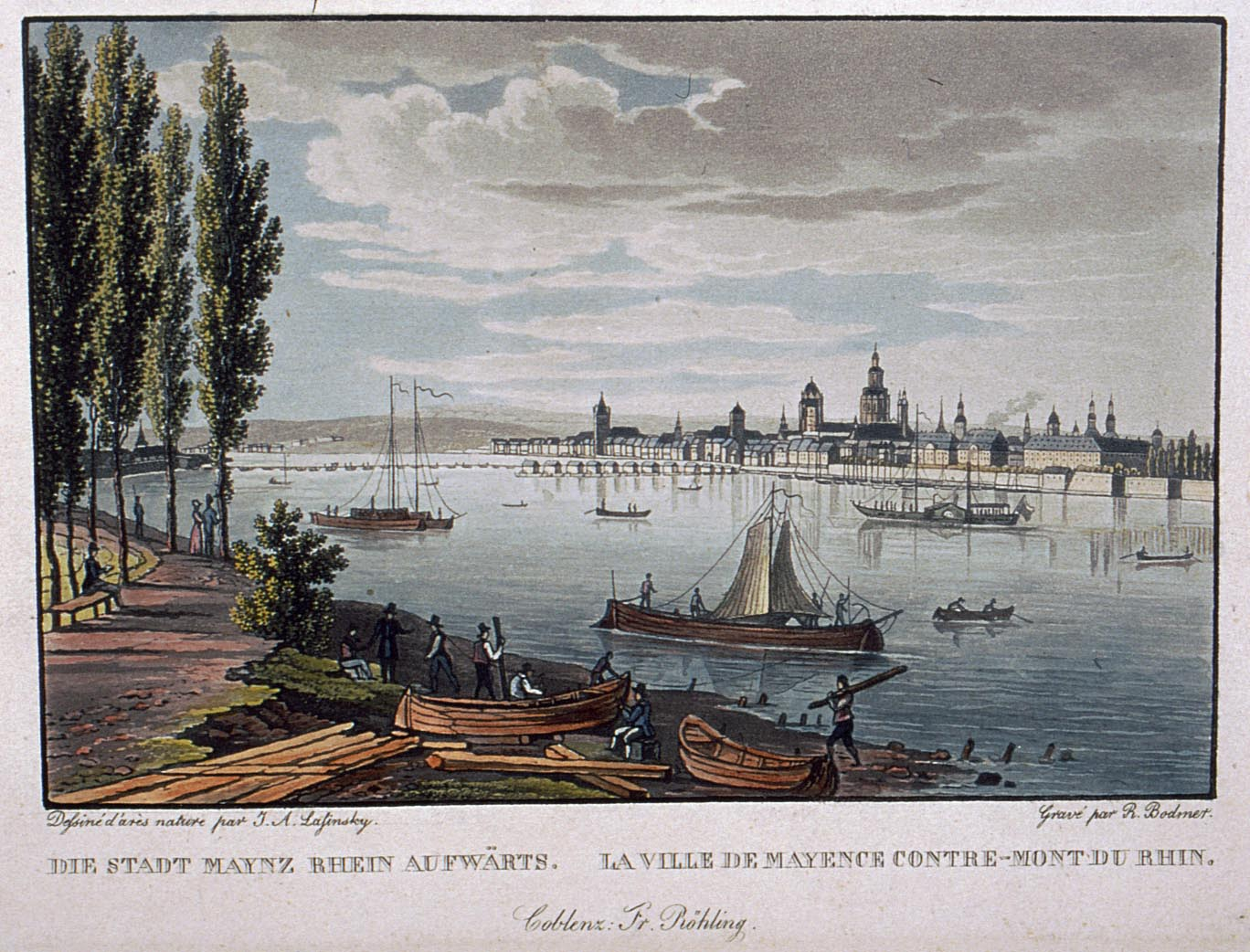
Ansicht von Mainz

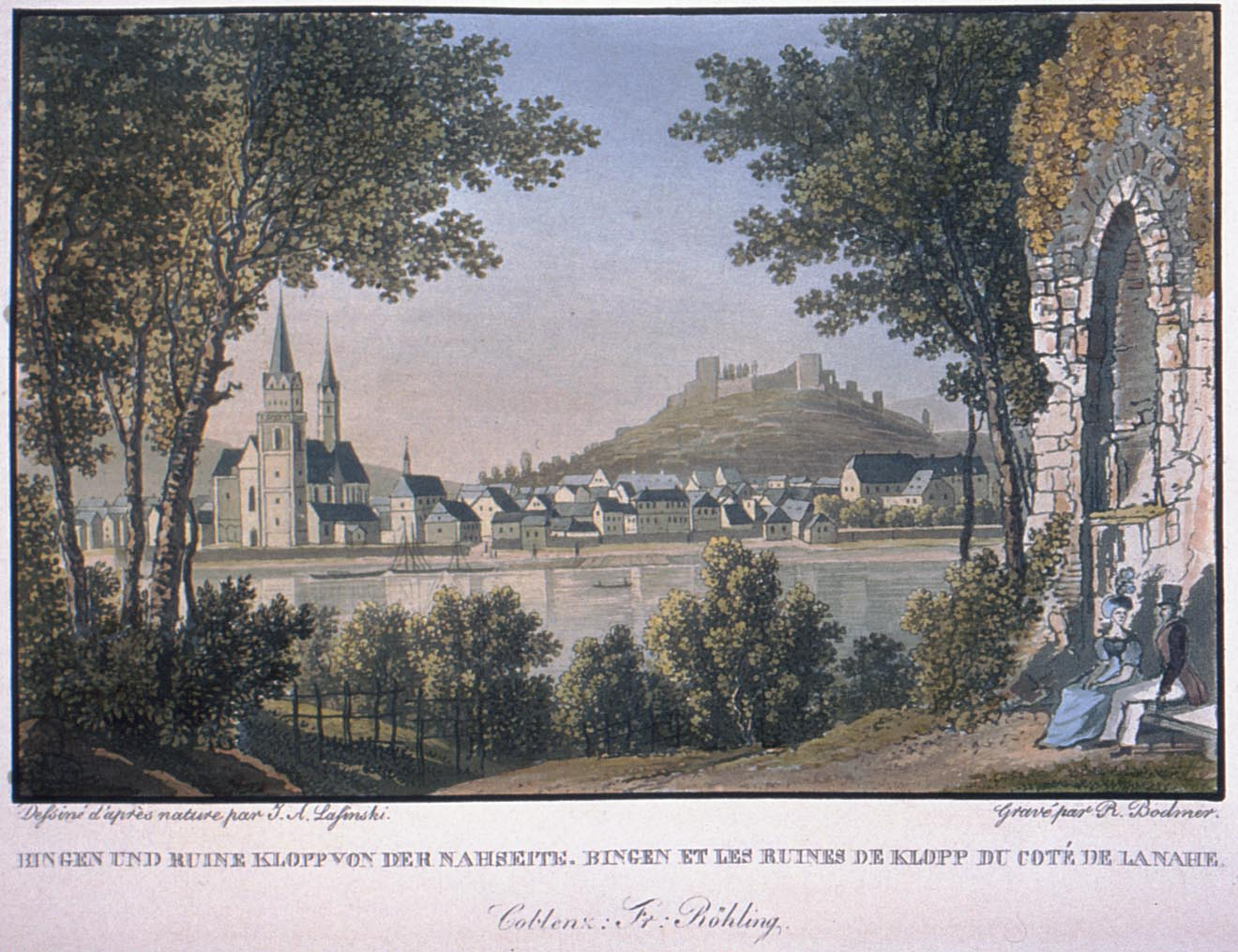
Burg Klopp

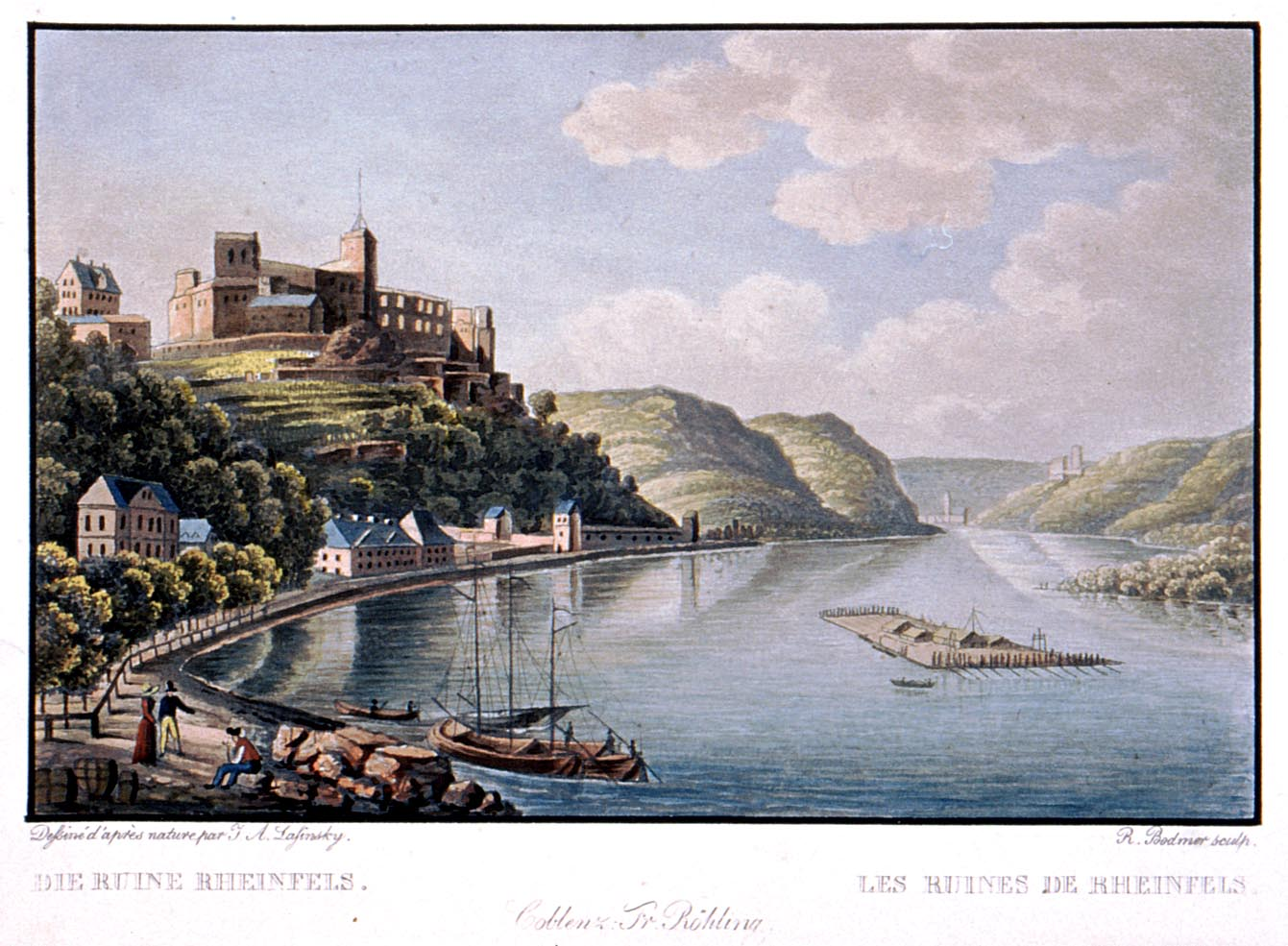
Burg Rheinfels

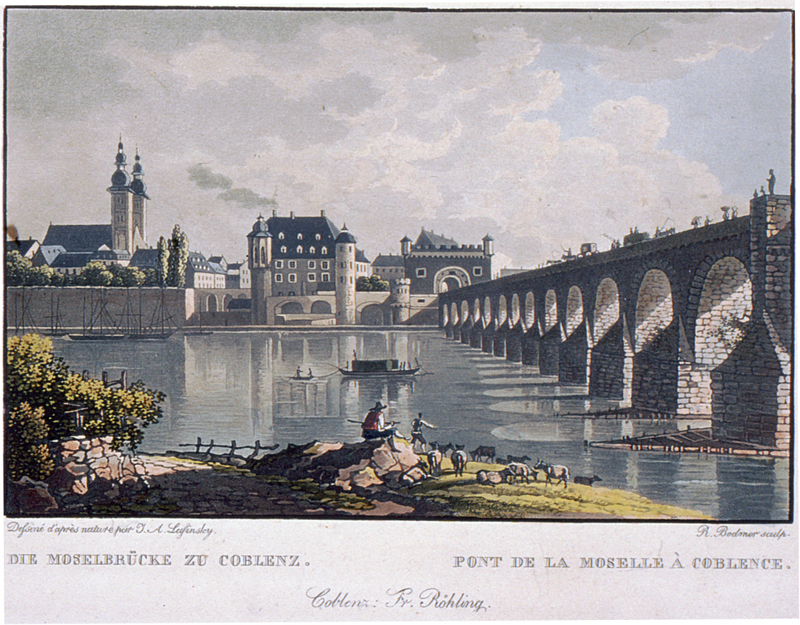
Balduinbrücke Koblenz

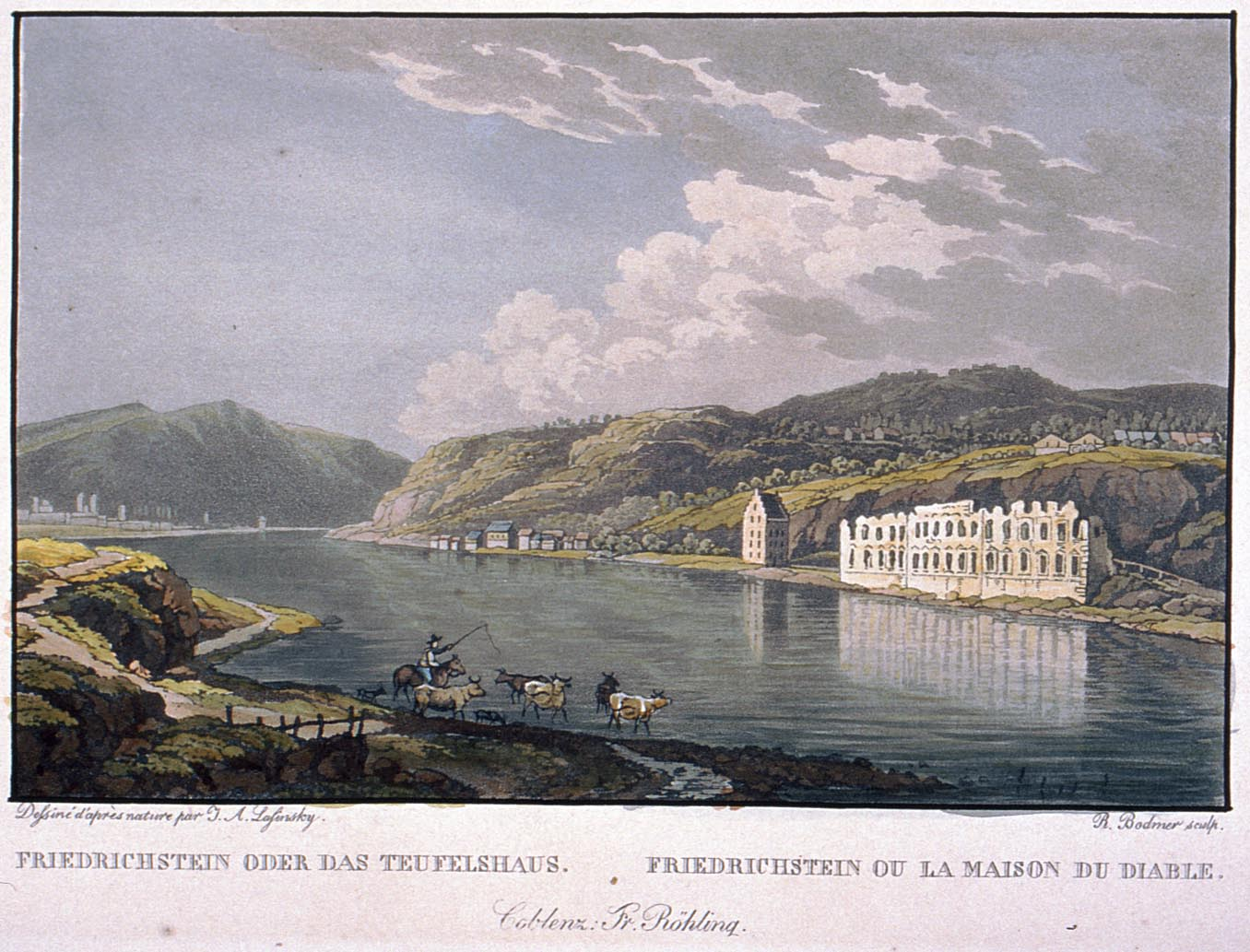
Friedrichstein in Fahr (Neuwied)

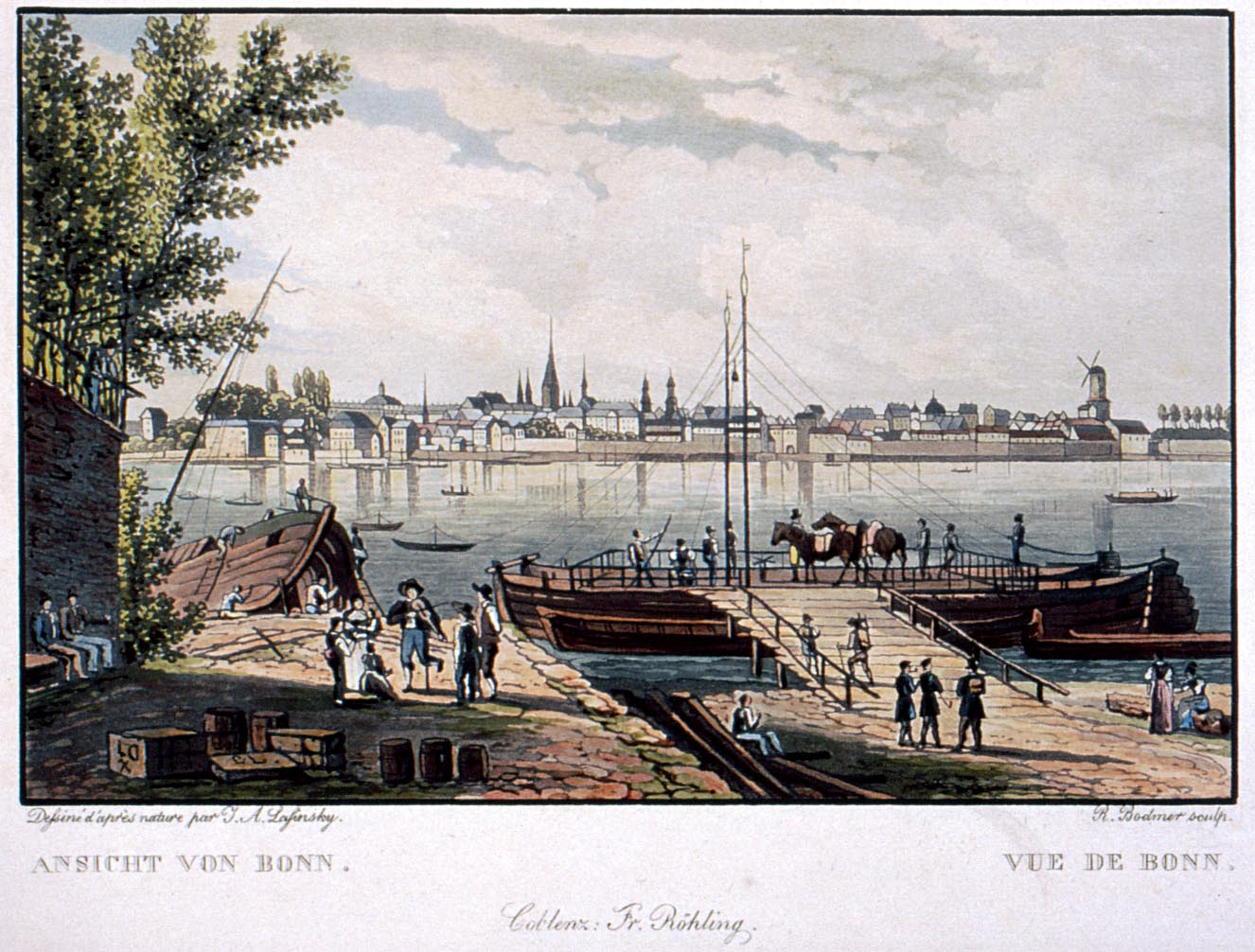
Ansicht von Bonn

Franz Friedrich Röhling (* 1. Juli 1796 in Braubach; † 10. Dezember 1846 in Wiesbaden) war in den Jahren 1827 bis 1832 Inhaber einer Buch- und Kunsthandlung in der am Mittelrhein gelegenen Stadt Koblenz (Coblenz). Daneben war er auch in steigendem Umfang als Verleger tätig. Aufgrund dieser Tätigkeit und eines erfolgreichen Buches über eine Rheinreise (am Mittelrhein) gilt er auch als „Wegbereiter“ für seinen Konkurrenten (und späteren Nachfolger) Karl Baedeker (Bädeker), den Gründer des dort ebenfalls ansässigen, später weltbekannten Reisebuchverlags.

## Leben
Franz Friedrich Röhling wurde am 1. Juli 1796 als Sohn des evangelischen Pfarrers und Botanikers Johann Christoph Röhling (1757–1813) im damals noch hessen-darmstädtischen Ort Braubach am Rhein und seiner Ehefrau Margaretha Barbara, geb. Vogelhuber geboren.
Sein Patenonkel war der Verleger Friedrich Wilmans (1764–1830) in Frankfurt am Main. Für die ersten Jahrzehnte ist über den beruflichen Werdegang Franz Friedrich Röhlings nichts Näheres bekannt. Möglicherweise hat er in diesen Jahren bei seinem Onkel eine Buchhändlerlehre absolviert. Dies würde auch erklären, dass er am 29. Juni 1827 – wahrscheinlich sogar auf Empfehlung seines Onkels – in dem am Mittelrhein gelegenen aufstrebenden Touristenzentrum Koblenz eine Buch-, Kunst- und Musikalienhandlung eröffnete. Das Gebäude in der Rheinstraße 13 hatte eine sehr gute Lage, befand es sich doch an der Hauptachse zwischen Stadtzentrum und Rheinufer. Durch den fast gleichzeitigen Beginn der Personendampfschifffahrt auf dem Rhein (1825), ab Mai 1827 auf dem Mittelrhein, konnte Röhling deshalb auch mit steigenden Kundenzahlen rechnen.

## Verlag
Bei der Verkaufsware handelte es sich in der Anfangszeit vor allem um Material, das er von seinem Onkel in Frankfurt am Main bezog. Vermutlich handelte es sich deshalb bei Röhlings Geschäft zunächst sogar um eine Art Zweigniederlassung seines Patenonkels. Aber Röhling wollte mehr: Schon im Jahre 1828 trat er selbst als Verleger in Erscheinung. Als eines der ersten Bücher erschien in seinem Verlag Professor Johann August Kleins berühmte Rheinreise (vom Mittelrhein), die in späteren Jahren für seinen örtlichen Konkurrenten (und Nachfolger) Karl Baedeker die Basis für dessen so ungemein erfolgreiche „Reisehandbücher“ wurde.
Zunächst aber widmete sich Röhling – allerdings unter erheblichem Finanzbedarf – der Herausgabe weiterer Buch- und Bildbände, darunter zahlreicher Auflagen von Rhein-Alben beziehungsweise Büchern mit sogenannten Rhein-Ansichten (zumeist zweisprachig in Deutsch und Französisch). Eine dieser „Rhein-Ansichten“ von Burgen und Schlössern des Mittelrheins, die im „Röhling'schen Standardformat“ 9 × 13,5 bzw. 13,5 × 9 cm herausgebracht wurden, trägt die Datierung „1828“ (Die Boosenburg bei Rüdesheim am Rhein). In diesem Jahr dürfte der Zeichner der Blätter, der bei Koblenz wohnhafte Johann Adolf Lasinsky, wahrscheinlich sogar im Auftrage des Verlegers Friedrich Wilmans, eine Rheinreise (von Mainz bis Köln) unternommen haben. Als Stecher tritt (mit wenigen Ausnahmen) der Schweizer Rudolf Bodmer in Erscheinung, der als hochspezialisierter Künstler die druckgraphische Umsetzung in die sogenannte Aquatinta-Technik vornahm.
Damit fanden die Künstler Johann Adolf Lasinsky und der Schweizer Maler und Kupferstecher Rudolf Bodmer mit Röhling sogar ihren ersten Verleger!
Die Alben mit „Rhein-Ansichten“ von Röhling erschienen in verschiedenen Ausgaben und Auflagen, auch konnte man die Blätter einzeln oder in sog. Konvoluten (Bündeln) in Schwarz-Weiß oder Farbe kaufen. Ganz offensichtlich wurden diese Stiche aber auch als Vorprodukte von anderen Händlern bezogen und von diesen – zum Teil sogar auch ganz ohne Impressum – in den Handel gebracht.
Franz Friedrich Röhling hatte sich aber offensichtlich durch die Herausgabe so vieler Bücher und Buchreihen übernommen. Schon nach wenigen Jahren geriet er in finanzielle Schwierigkeiten. Im Jahre 1832 war er bereits so hoch verschuldet, dass sein Konkurrent Karl Baedeker diese Chance ergriff und die besser gelegenen Geschäftsräume wie auch den noch vorhandenen Warenbestand Röhlings übernahm. Röhling selbst verließ daraufhin mit einem Pass vom 6. Mai 1832 Koblenz in Richtung Hanau am Main. Was er in den folgenden Jahren machte, ist nicht bekannt. Erst 1841 ist er wieder als Sprachlehrer in Wiesbaden nachweisbar. Fünf Jahre später verstarb der unverheiratete und offenbar auch kinderlose Franz Friedrich Röhling am 10. Dezember 1846 im dortigen Hospital.
Der Koblenzer Buchhändler und Verleger Karl Baedeker übernahm von Röhling nicht nur viele Produkte, sondern auch – diesmal erfolgreich – dessen Ideen. Teilweise wurden sogar die alten Titel und Sortimente mit auf „Bädeker“ beziehungsweise „Baedeker“ abgeänderter Verlagsbezeichnung weitergeführt. Die Klein'sche Rheinreise wurde sogar erfolgreich noch in mehreren Auflagen auf den Markt gebracht. Erst später trat Baedeker selbst als Verfasser dieses Reisehandbuchs in Erscheinung.
Trotz seiner nur wenige Jahre bestehenden Verlagsbuchhandlung zählt Franz Friedrich Röhling – zusammen mit Hergt, Hériot, Hölscher und Baedeker – zu den wichtigsten Koblenzer Verlegern der ersten Hälfte des 19. Jahrhunderts und auch der Rheinromantik.